# Agloolik
Agloolik är i den inuitiska mytologin ungsälarnas väktare, en ande bosatt under isen, som är välvilligt inställd till människorna och hjälper dem under jakt och fiske.